# Саркисян, Лев Гарегинович
Лев Гарегинович Саркисян  (род. 6 января 1999 года) — профессиональный дзюдоист. Мастер спорта России. Член спортивной сборной команды Российской Федерации по дзюдо. Мастер спорта России.

## Биография
Родился в городе Железноводск.
Впервые выступил как дзюдоист на молодёжном первенстве России среди борцов до 23 лет в Тюмени. Первым тренером по дзюдо был Сифар Хасанович. Первую награду на официальных взрослых соревнованиях международного уровня получил в Оренбурге, где состоялся этап Кубка Европы по дзюдо и на котором Саркисян получил золотую медаль.

## Спортивные достижения
- Чемпионат России до 23 2018: 3 место[7]— ;
- Чемпионат России до 23 2020: 1 место[8] — ;
- Asian Judi Open Cup Aktau 2021 3 место[9] — ;
- 1-е игры стран СНГ Казань 2021: Личное 2 место[10][11] — ; Командное 3 место — [источник не указан 716 дней];
- Senior Eurupean Cup Orenber 2021: 1 место[12][13] — ;
- Всероссийский соревнования им. Погорелова 2022: 1 место[14] — ;
- Юг России 2022: 1 место[15] — ;
- Чемпионат России в команде 2022: 3 место — [источник не указан 716 дней];
- Юг России среди взрослых 2023: 1 место — [16];
- Кубок Европы: 1 место (Оренбург 2021)[17][18] — ;